# Newfoundlands-Engels
Newfoundlands-Engels (Engels: Newfoundland English) is een variëteit van het Canadees-Engels die gesproken wordt op het eiland Newfoundland en aan de zuidkust van Labrador. De taalvariëteit staat gemeenzaam ook bekend als het Newfinese. Soms wordt ook de door sommigen als pejoratief beschouwde term Newfie gebruikt.
Het betreft verschillende accenten en dialecten die sterk beïnvloed zijn door het Engels uit zuidwestelijk Engeland, evenals door dialecten uit zuidwestelijk Ierland en Schotland. Het Newfoundlands-Engels verschilt vrij sterk van het Canadees-Engels, hetgeen te maken heeft met de geografisch afgescheiden ligging, maar ook met de erg vroege immigratie naar het gebied en met de late aansluiting bij de Canadese Confederatie (in 1949).

## Verschillen met standaard Engels
Dit kopje vermeldt een aantal belangrijke verschillen op het vlak van uitspraak, grammatica en woordgebruik.
Het is geen exhaustieve noch volledige lijst.

### Uitspraak
- De stemhebbende th (/ð/) wordt een [ d ]. De stemloze th (/θ/) wordt een [ t ].
  - Voorbeeld: De Newfoundlands-Engelse uitspraak van that thing over there zou voor een spreker van standaard Engels moeten uitgeschreven worden als dat ting over dere.

- In het begin van een woord wordt een h-klank soms weggelaten dan wel toegevoegd
  - Voorbeeld: de plaatsnaam Holyrood wordt uitgesproken zonder h-klank; de plaatsnaam Avondale wordt uitgesproken met een h-klank.

- De Engelse klanken [aɪ] en [ɔɪ] zijn in beide gefuseerd tot [ɑɪ].
  - Voorbeeld: de Engelse woorden line en loin zijn in het Newfoundlands-Engels homofonen.

### Grammatica
- Het gebruik van to have in de verleden tijd wordt vermeden en vervangen door after. 
  - Voorbeeld: sprekers van Newfoundlands-Engels zeggen niet I have told him to stop maar I'm after telling him to stop.

- Wanneer een werkwoord niet direct na het onderwerp staat volgt meestal een s na het vervoegde werkwoord (ongeacht persoon of enkelvoud/meervoud), terwijl dat normaal uitsluitend bij de derde persoon enkelvoud het geval is. 
  - Voorbeeld: In het standaard Engels zegt men the bird flies (enkelvoud) en the birds fly (meervoud), terwijl de meervoudsvorm in het Newfoundlands-Engels eveneens the birds flies is.

- Ye wordt gebruikt als derde persoon meervoud in plaats van you
  - Voorbeeld: what do you think? is een vraag gesteld aan een persoon binnen een groep, terwijl what do ye think? gesteld wordt aan de hele groep.

- Het woord bes [biːz] wordt gebruikt als vervanging voor een normale vervoeging van het werkwoord to be (zijn) wanneer er gesproken wordt over een staat waarin iets zich bevindt of over continue acties.
  - Voorbeeld: that rock is usually under water wordt in het Newfoundlands-Engels that rock usually bes under water.

- De Engelse woorden me ("mij") en my ("mijn") worden in het Newfoundlands-Engels beide me.
  - De zin Where is my hat? wordt Where is me hat?.

- Het woord to wordt gebruikt bij aanduiding van een plaats of richting.
  - De zin Where is that? wordt Where is that to?.

### Woordenschat
Hieronder enkele gekende voorbeelden.
- b'y (kort voor boy; Eng.: "jongen"); uniseks-achtervoegsel, vaak na yes of eh, om uitdrukking van akkoord te geven (al dan niet sarcastisch).
- hill (Eng.: "heuvel"); wordt zowel gebruikt voor heuvels als grote bergen (normaal gezien onderscheid met mountains)
- pond (Eng.: "vijver"); wordt zowel gebruikt voor vijvers als grote meren (normaal gezien onderscheid met lakes)
- right (Eng.: "recht"/"correct"); wordt gebruikt in de plaats van very ("zeer"/"erg") én daarnaast occasioneel als zinseinde (zeer gelijkaardig aan het gebruik van you know in het Amerikaans-Engels).
- some (Eng.: "sommige"); wordt net als right gebruikt in de plaats van very ("zeer"/"erg")
- tickle (Eng.: "kietel"); een erg smal zeegat (of zeestraat)
- barasway; Newfoundlandse variant op barachois; een soort van lagune